# AD 상카에타누
AD 상카에타누 (Associação Desportiva São Caetano)은 상파울루주 상카에타누를 연고지로 하는 축구 클럽이다.

## 선수 명단

### 현역
참고: FIFA 자격 규정에 따라 소속된 국가대표팀 국기를 표시합니다. 선수는 복수의 FIFA 비회원국 국적을 가지고 있을 수 있습니다.
| 번호 | 포지션 | 국적 | 이름 |
| ---- | ------ | ---- | ---- |

| 번호 | 포지션 | 국적 | 이름   |
| ---- | ------ | ---- | ------ |
| -    | MF     |      | 비티뉴 |

## 역대 감독
| 감독                   | 임기        |
| ---------------------- | ----------- |
| 네우시뉴 바프치스타    | 2003        |
| 치치                   | 2003 ~ 2004 |
| 네우시뉴 바프치스타    | 2005 ~ 2006 |
| 바당                   | 2008 ~ 2009 |
| 안토니우 카를루스 사구 | 2009 ~ 2010 |
| 바당                   | 2011        |

틀:AD 상카에타누 선수 명단
틀:상파울루 주 리그 세리에 B